# Hans Heinrich Georg Queckenstedt
Hans-Heinrich Georg Queckenstedt (ur. 15 sierpnia 1876 w Reudnitz, zm. 8 listopada 1918 w Bertrix) – niemiecki lekarz neurolog. Opisał zjawisko, wykorzystywane obecnie w tzw. próbie Queckenstedta.

## Życiorys
Urodził się w Reudnitz koło Lipska. Jego rodzicami byli Luise Queckenstedt, z domu Stiehler, i Heinrich Queckenstedt, nauczyciel. Uczęszczał do Königliches Gymnasium w Lipsku, a następnie rozpoczął studia medyczne na Uniwersytecie w Lipsku. Po ukończeniu studiów w 1900 roku pracował u Sigberta Gansera w miejskim zakładzie psychiatrycznym w Dreźnie, w szpitalu w Zwickau i w klinice psychiatrii w Heidelbergu. W 1904 roku otrzymał tytuł doktora medycyny. Od 1906 w Rostocku, gdzie pracował z Friedrichem Martiusem. W 1913 roku przedstawił rozprawę habilitacyjną i został Privatdozentem. Od 1913 kierował polikliniką w Rostocku. Podczas I wojny światowej kierował służbami medycznymi w Harburgu pod Hamburgiem.
Zginął tragicznie na dwa dni przed zawieszeniem broni nieopodal Bertrix w Belgii, jego koń poniósł i zrzucił go na drogę przed jadącą ciężarówką z bronią. Pochowany jest na cmentarzu wojskowym w Musson-Baranzy (grób 590). Nie założył rodziny.

## Dorobek naukowy
W 1891 opisał sposób przeprowadzenia punkcji lędźwiowej, co czyni z niego jednego z pionierów tej metody diagnostycznej. W 1916 roku opisał zjawisko, stanowiące podstawę tzw. próby Queckenstedta. Badał metabolizm żelaza w przebiegu niedokrwistości złośliwej.

## Prace
- Ueber Karzinosarkome. Leipzig: F. Gröber, 1904
- Die perniziöse Anämie. Deutsche medizinische Wochenschrift 39, ss. 883-887, 1913
- Untersuchungen über den Eisenstoffwechsel bei der perniziösen Anämie, mit Bemerkungen über den Eisenstoffwechsel überhaupt. Berlin: L. Schumacher, 1913
- Zur Diagnose der Rückenmarkskompression. Deutsche Zeitschrift für Nervenheilkunde 55, ss. 325-333, 1916
- Ueber leichteste Typhuserkrankungen, insbesondere Periostitis typhosa, bei Geimpften. Zeitschrift für klinische Medizin 83, ss. 381-389, 1916
- Ueber Veränderungen der Spinalflüssigkeit bei Erkrankungen peripherer Nerven, insbesondere bei Polyneuritis und bei Ischias. Deutsche Zeitschrift für Nervenheilkunde 57, ss. 316-329, 1917